# Gaetano D'Agostino (football)
Pour les articles homonymes, voir Gaetano D'Agostino et D'Agostino.
Gaetano D'Agostino (né le 3 juin 1982 à Palerme, en Sicile) est un ancien footballeur italien qui évoluait au poste de milieu de terrain. Il est désormais entraîneur.

## Biographie

### Club
Gaetano D'Agostino débute chez les jeunes de l'US Palerme où il se met en valeur en marquant plus de 100 buts en une saison. Il signe ensuite à l'AS Rome où il va poursuivre son parcours de formation. Il fait ses premiers pas professionnels en novembre 2000 à l'âge de 18 ans. Ce sera le seul match de la saison, ce qui lui permettra néanmoins de remporter le championnat.
En 2001, il passe à l'AS Bari en Serie B, en copropriété, dans l'affaire qui amène Antonio Cassano à l'AS Rome. Il trouve du temps de jeu et joue avec régularité, alignant les bonnes performances. Il joue 63 matchs pour 2 buts en deux saisons, avec l'équipe classée à chaque fois en milieu de tableau. 
Il retourne à l'AS Rome pour la saison 2003-04 et est conservé dans l'effectif. Il joue 16 matchs pour 1 but lors de la première saison, l'équipe termine vice-champion. Il est sélectionné pour disputer le Championnat d'Europe de football espoirs et remporte le trophée. Il est conservé la saison suivante, mais ne trouvant que peu de temps de jeu (6 matchs), il signe en janvier avec Messina, toujours en Serie A. Avec le club sicilien, il va obtenir une surprenante 7e place à laquelle D'Agostino participe avec 15 matchs et 2 buts. La saison suivante est moins bonne pour le club sicilien qui termine 17e et est reléguée. D'Agostino joue 27 matchs et marque 3 buts.  
Le club relégué, D'Agostino signe à l'été 2006 pour l'Udinese Calcio, ce qui lui permet de rester dans l'élite. Sa première saison est un peu décevante : il ne joue que 23 matchs sans trouver le chemin des filets. L'équipe termine à la 10e place. Il est employé avec plus de régularité lors de la saison 2007-08 (35 matchs), mais D'Agostino n'arrive pas à débloquer son compteur malgré sa position offensive. L'équipe termine à la 7e place. 
C'est seulement lors de sa troisième saison sous le maillot noir et blanc que D'Agostino obtient sa consécration, jusqu'à être convoqué en équipe nationale. En championnat, il dispute 36 matchs pour 11 buts, permettant au club de se classer une nouvelle fois 7e. Il joue aussi 12 matchs de Ligue Europa sans marquer de buts. L'équipe sera sortie en quart de finale par les Allemands du Werder Brême. Il forme avec Simone Pepe et Antonio Di Natale une ligne d'attaque fracassante, par ailleurs réutilisée en équipe nationale.
Durant la saison 2009-10, il lui est difficile de répéter ses bonnes performances de la saison passée : souvent blessé, il n'a disputé que 20 matchs en Serie A pour 1 but. Ses mauvaises statistiques lui coûtent la possibilité de participer à la Coupe du monde 2010.
En juin 2010, il signe à la Fiorentina pour la somme de dix millions d'euros.
En 2010, tout le monde le voulait et il s'est planté à la Fiorentina qui n'en voulait plus. Sienne y croit puisqu'elle a déboursé 2,5 millions pour commencer la saison 2011-2012.

### Équipe nationale
Gaetano D'Agostino est appelé pour la première fois en équipe nationale italienne par Marcello Lippi le 16 novembre 2008 pour un match amical contre la Grèce. Cependant, il ne débute en équipe nationale qu'en juin 2009, en match amical contre l'Irlande du Nord, gagné 3-0. Il compte 5 sélections en équipe nationale, pour 0 but.

## Palmarès

### En club
AS Rome
- Serie A
  - Champion : 2001.

### En sélection
Italie espoirs
- Euro espoirs
  - Vainqueur : 2004.